# Джигдинське сільське поселення
Джигди́нське сільське поселення (рос. Джигдинское сельское поселение) — сільське поселення у складі Аяно-Майського району Хабаровського краю Росії.
Адміністративний центр та єдиний населений пункт — село Джигда.

## Населення
Населення сільського поселення становить 220 осіб (2019; 264 у 2010, 402 у 2002).

## Історія
Станом на 2002 рік існувала Джигдинська сільська адміністрація (село Джигда, селище Батомга), яка перетворена на сільське поселення 30 червня 2004 року, при цьому селище Батомга передане до складу міжселенної території.